# Theodor von Bunsen
Theodor von Bunsen (* 3. Januar 1832 in Rom; † 7. Januar 1892 in Heidelberg) war ein deutscher Diplomat und Mitglied des Reichstages.

## Leben
Theodor wurde als Sohn des preußischen Gesandten Christian Karl Josias von Bunsen in Rom geboren, sein älterer Bruder war der Politiker Georg von Bunsen. Bunsen bekam in Rom Privatunterricht und besuchte anschließend die Schulpforte und die Universitäten in Bonn, Göttingen und Heidelberg, wo er u. a. Rechtswissenschaften studierte. 1860 promovierte er zum Dr. phil. 1860 bis 1862 hat er als Attaché an der Preußischen diplomatischen Mission nach China, Japan und Siam teilgenommen.
1863 bestand Bunsen das Preußische Legationssekretärsexamen. Als Legationssekretär war er in Brasilien (1864–68) und in Schweden (1869). Als Generalkonsul und Geschäftsträger des Norddeutschen Bundes und des Reiches war er in Peru (1870–72), als Geschäftsträger in Stockholm, Brüssel (1873) und in Washington, D.C. (1874). Als Generalkonsul war er in Ägypten 1874–76, danach verließ er den Staatsdienst.
1876 wurde er in einer Nachwahl für den Wahlkreis Liegnitz 8 (Schönau, Hirschberg) erstmals als Mitglied des Deutschen Reichstages gewählt, 1877 bis 1878 für den Reichstagswahlkreis Waldeck-Pyrmont. Beide Mandate übte er für die Nationalliberale Partei aus.